# Čestmír Skála
Čestmír Skála (24. října 1912 – ???) byl československý generál, politik české národnosti zvolený ale na Slovensku za Komunistickou stranu Slovenska a poúnorový poslanec Národního shromáždění ČSR.

## Biografie
Narodil se ve Varšavě a v letech 1923–1931 studoval na brněnském reálném gymnáziu. Po maturitě se přihlásil ke studiu na lékařské fakultě v Brně. Studia zanechal po třech letech v roce 1934. Ve studiu pokračoval na vojenské akademii a od srpna 1938 do června 1939 působil jako poručík z povolání. Za války pracoval jako úředník a posléze jako dělník. V květnu 1945 nastoupil na místo zástupce náčelníka Politické správy 1. vojenské oblasti. V letech 1949–1950 studoval na Vysoké škole politické při ÚV KSČ v Praze. Na majora byl povýšen v roce 1951, na plukovníka v roce 1952. V roce 1954 byl k 1. dubnu povýšen na generálmajora. Ve volbách roku 1954 byl zvolen za KSS do Národního shromáždění ve volebním obvodu Trenčín II. V parlamentu setrval až do konce funkčního období, tedy do voleb roku 1960. v Letech 1959–1963 působil jako náčelník Správy vojenského školství MNO.K roku 1954 se profesně uvádí jako důstojník ČSLA v hodnosti generálmajora. V letech 1955–1957 se uvádí člen Ústředního výboru Komunistické strany Slovenska. V letech 1963–1967 vykonává funkci náčelníka Vojenské školy Jany Žižky v Moravské Třebové. V květnu 1968 odešel do zálohy.